# Siebeldingen
Siebeldingen – miejscowość i gmina w Niemczech, w kraju związkowym Nadrenia-Palatynat, w powiecie Südliche Weinstraße, wchodzi w skład gminy związkowej Landau-Land.
W Siebeldingen ma swoją siedzibę Instytut Hodowli Winorośli w Siebeldingen, który jest jednym z oddziałów Instytutu Juliusa Kühna.

## Galeria obrazów

Siebeldingen
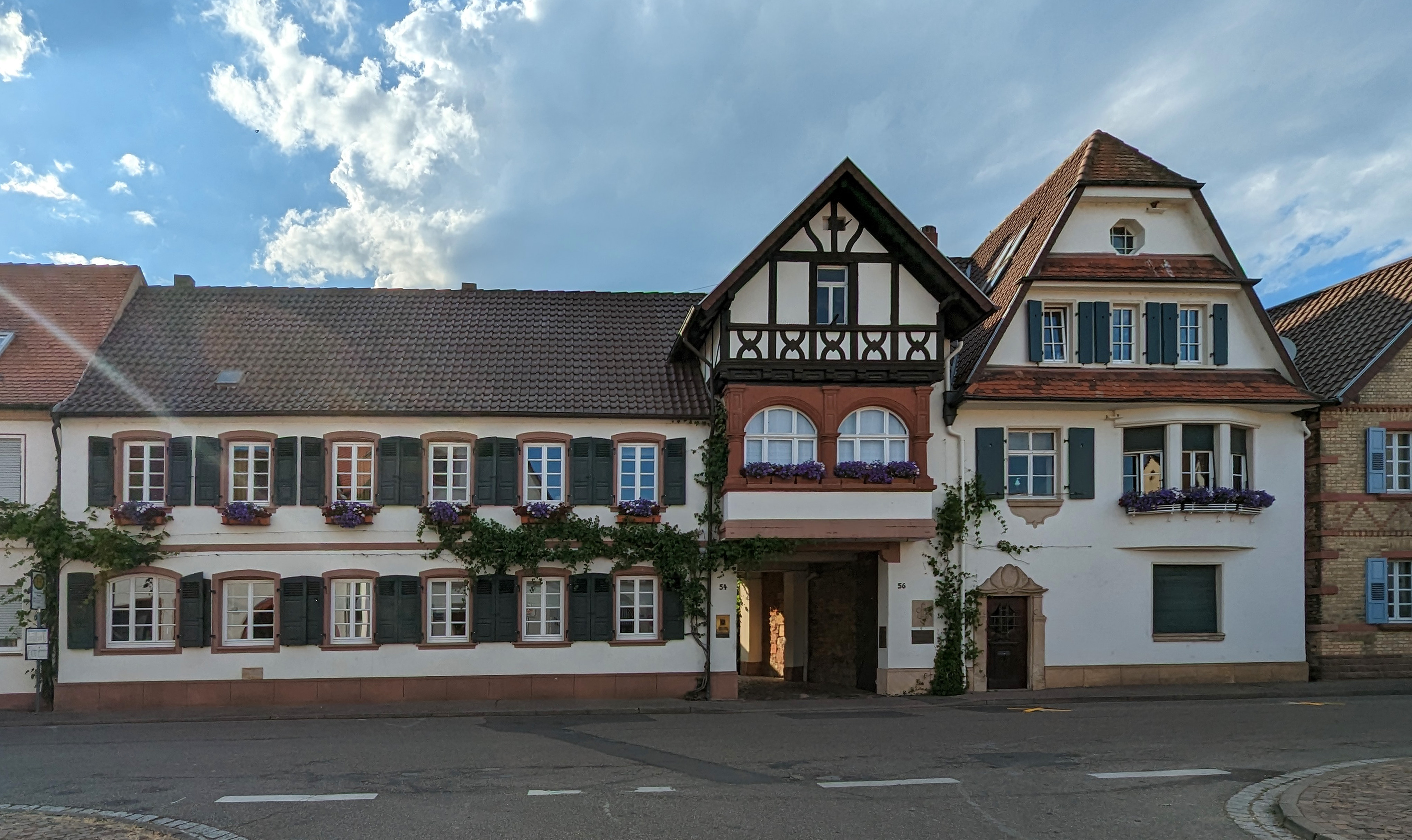
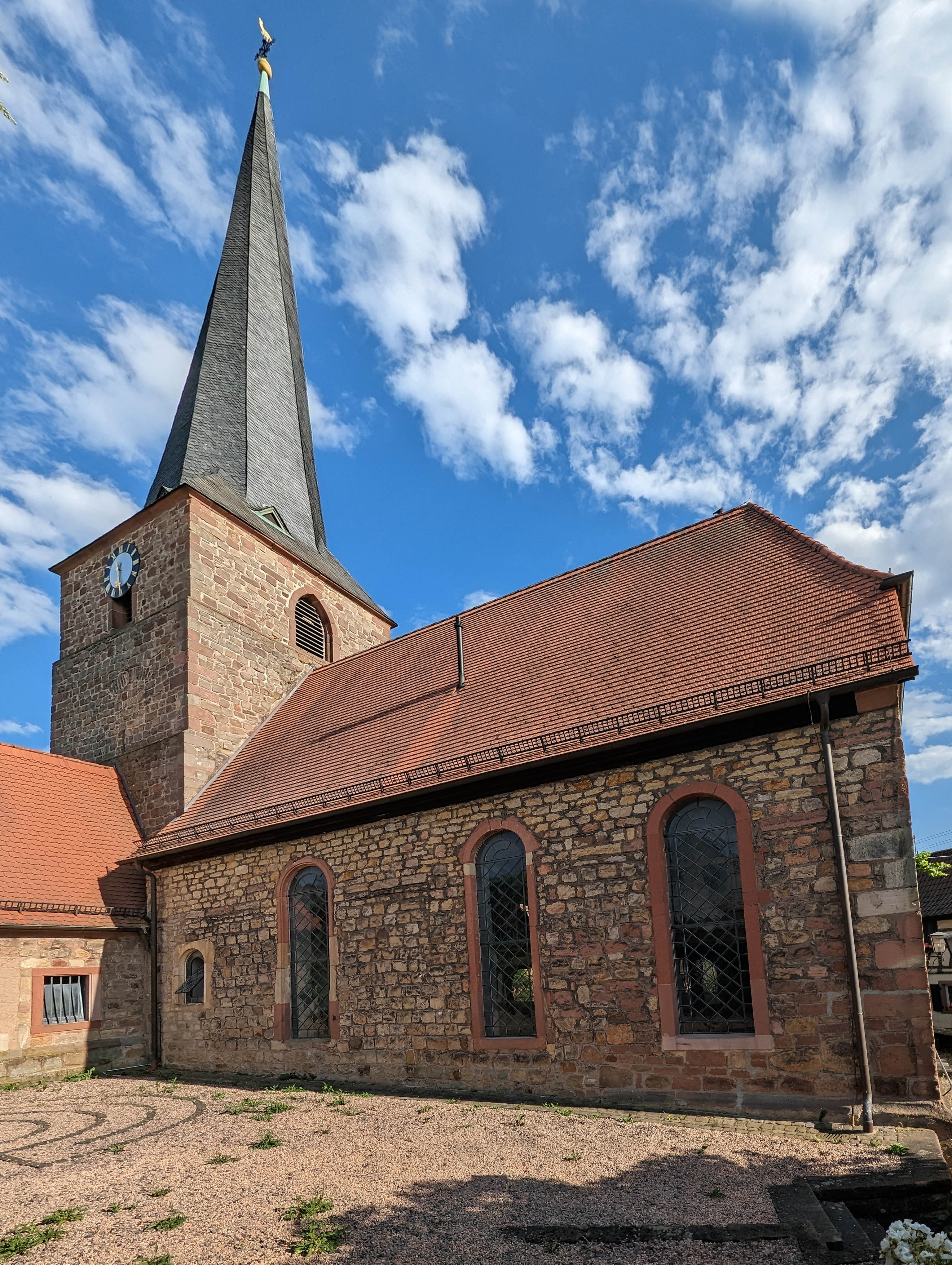
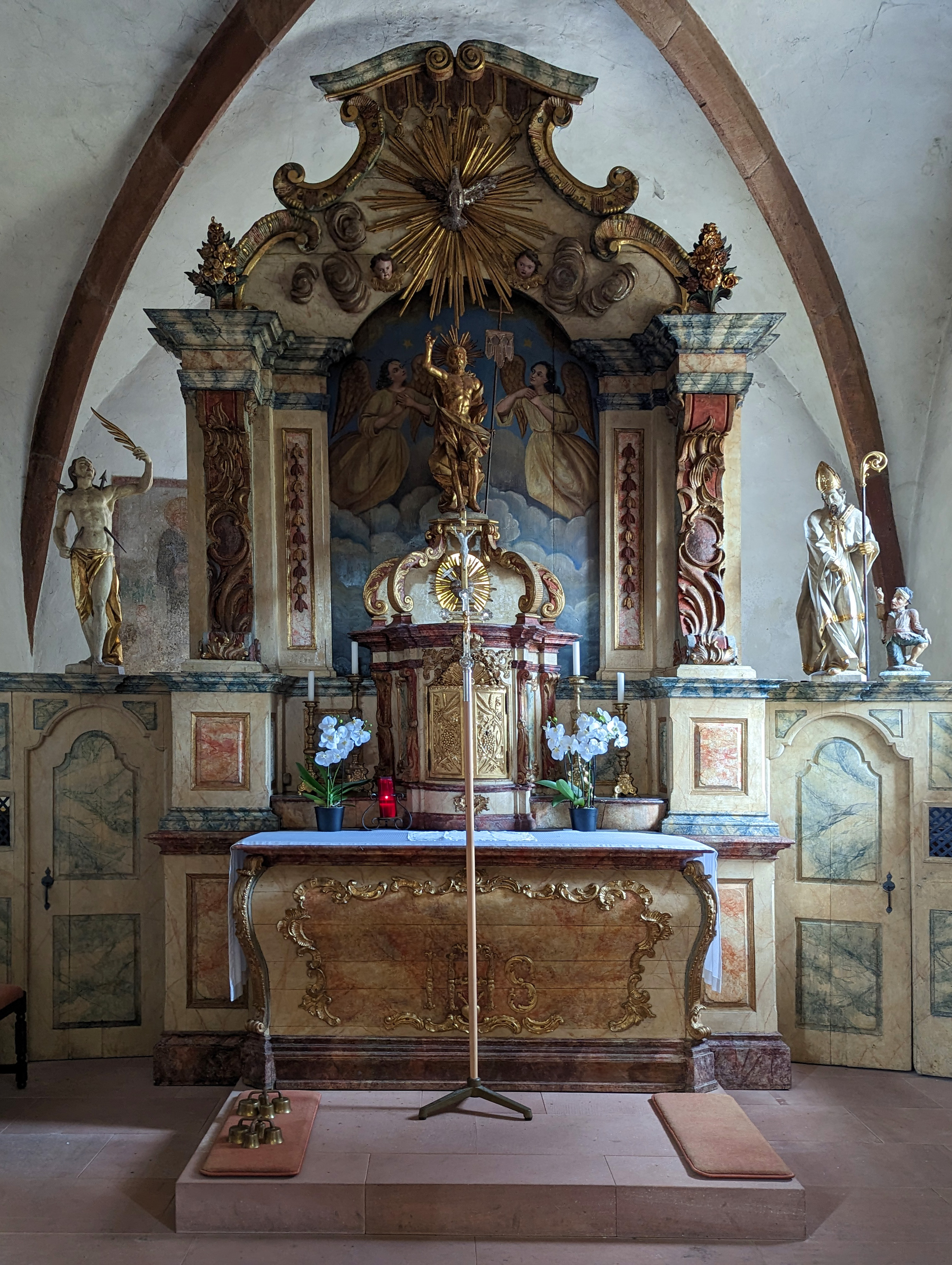
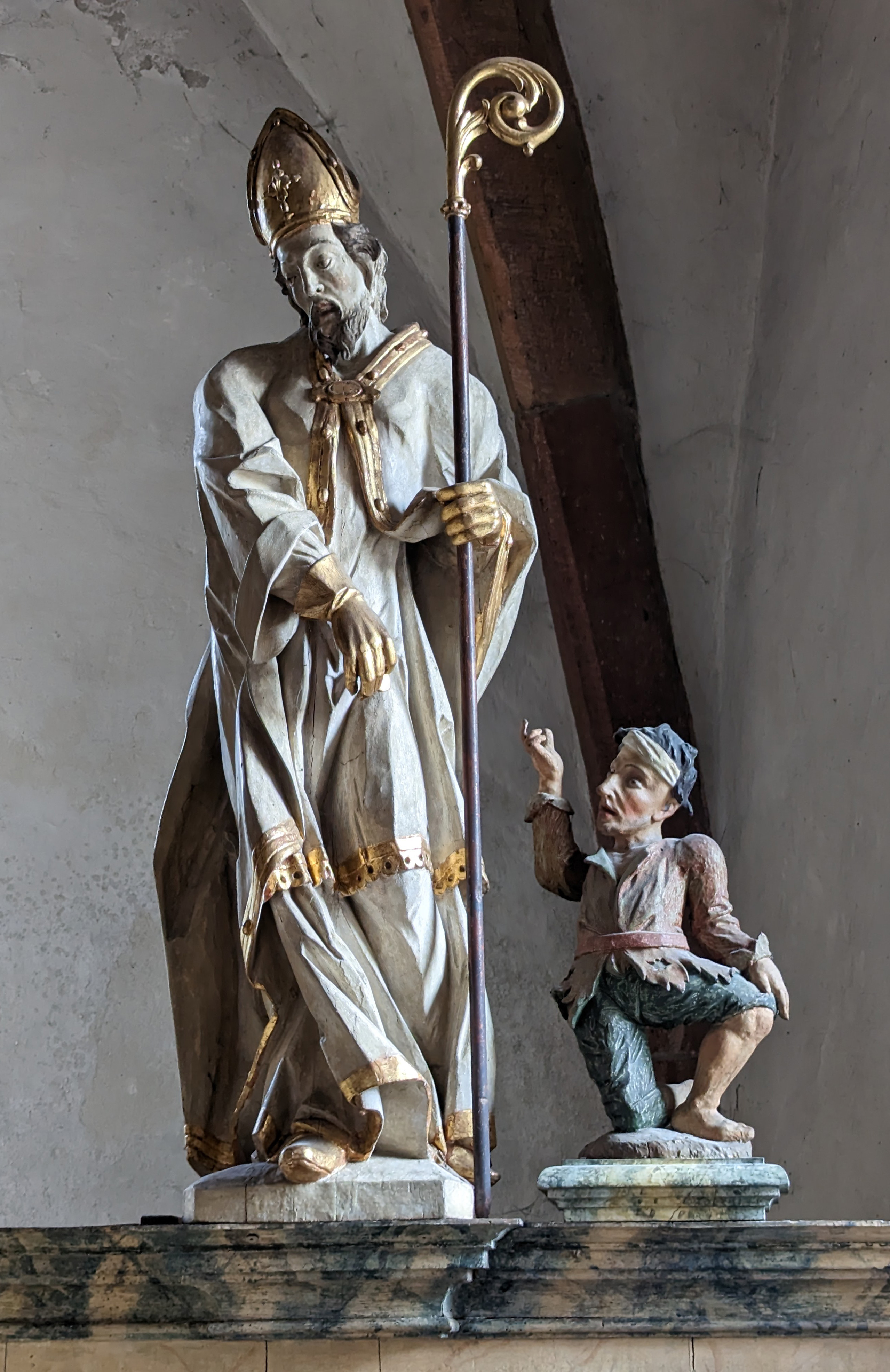
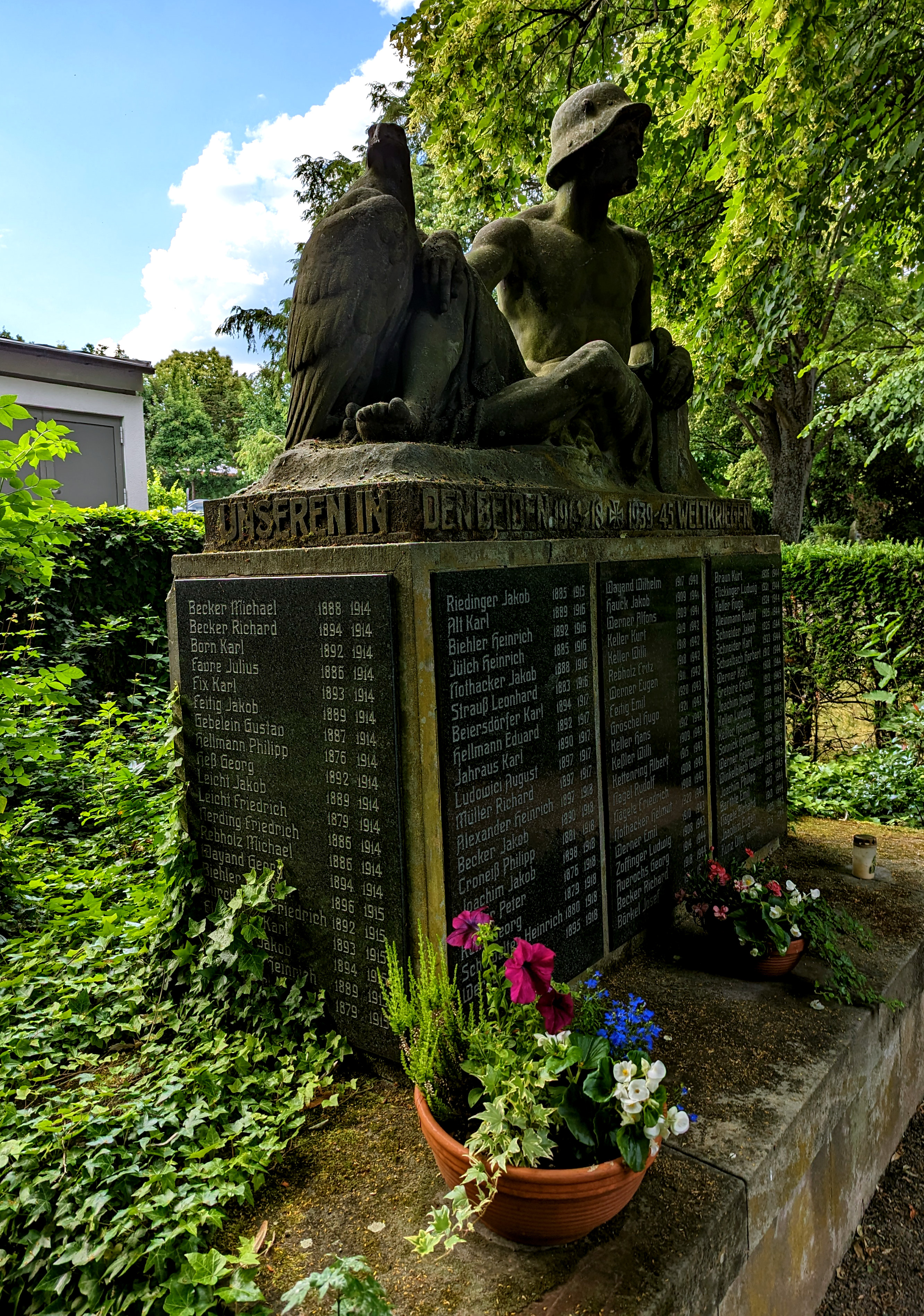
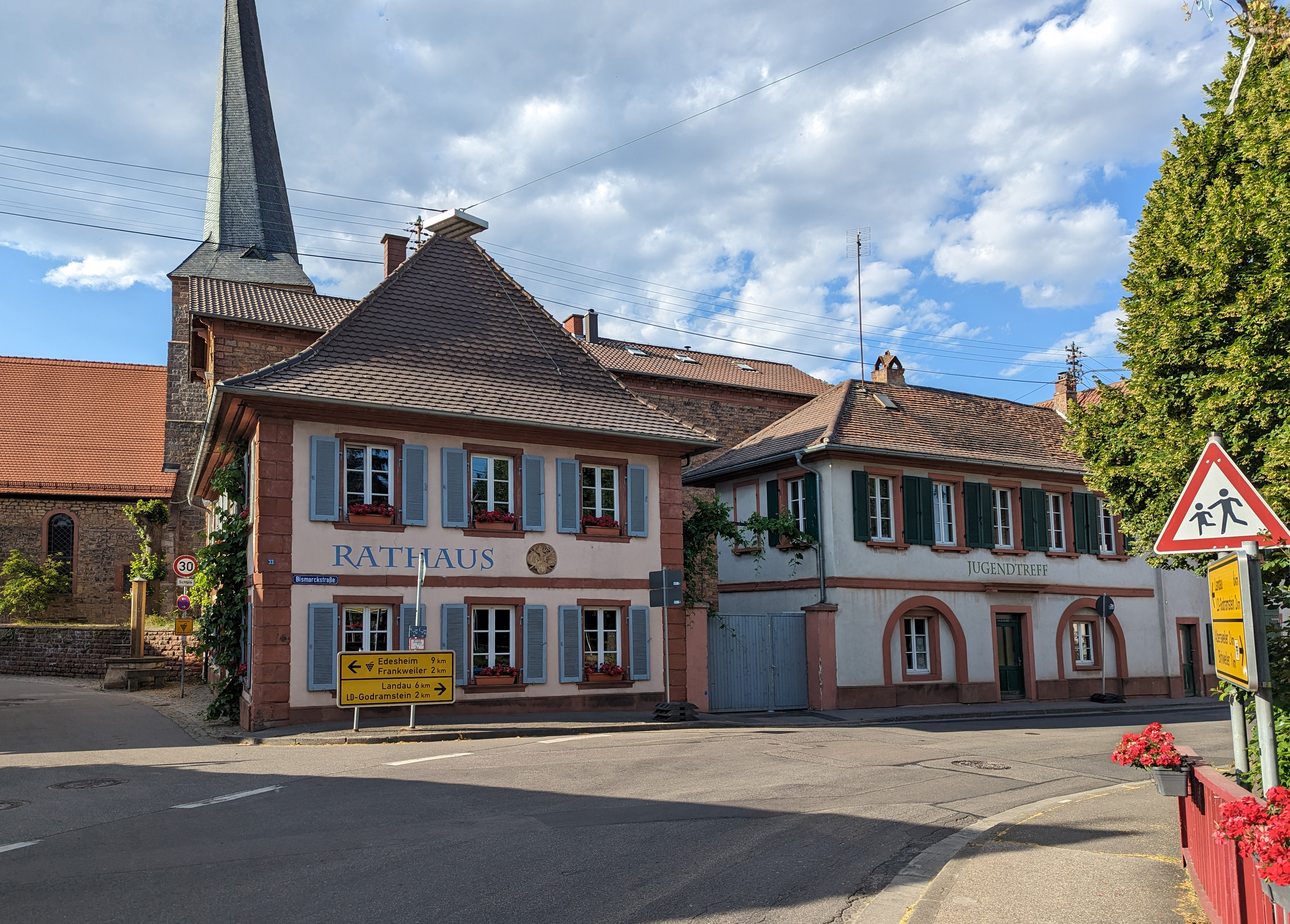
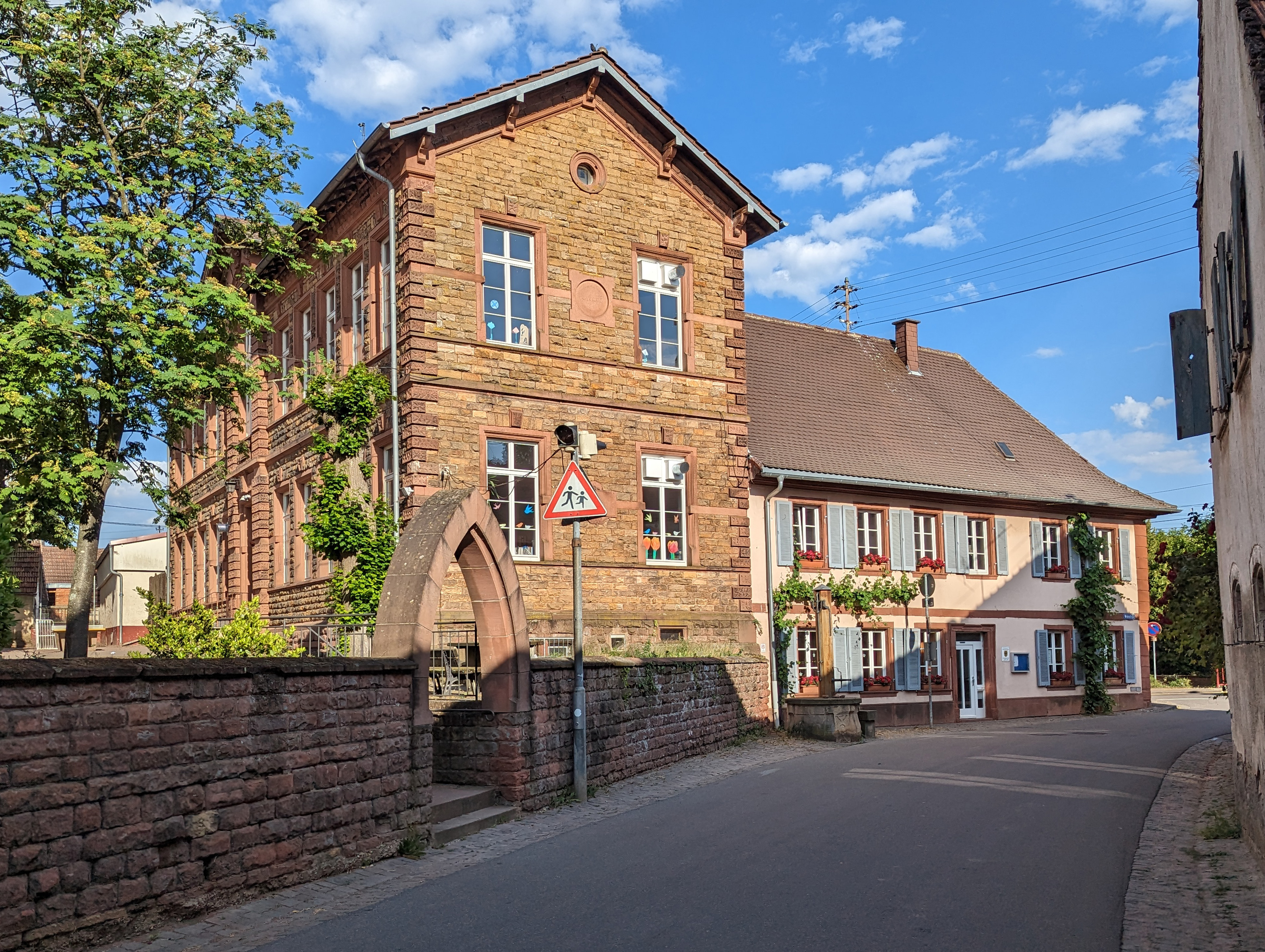
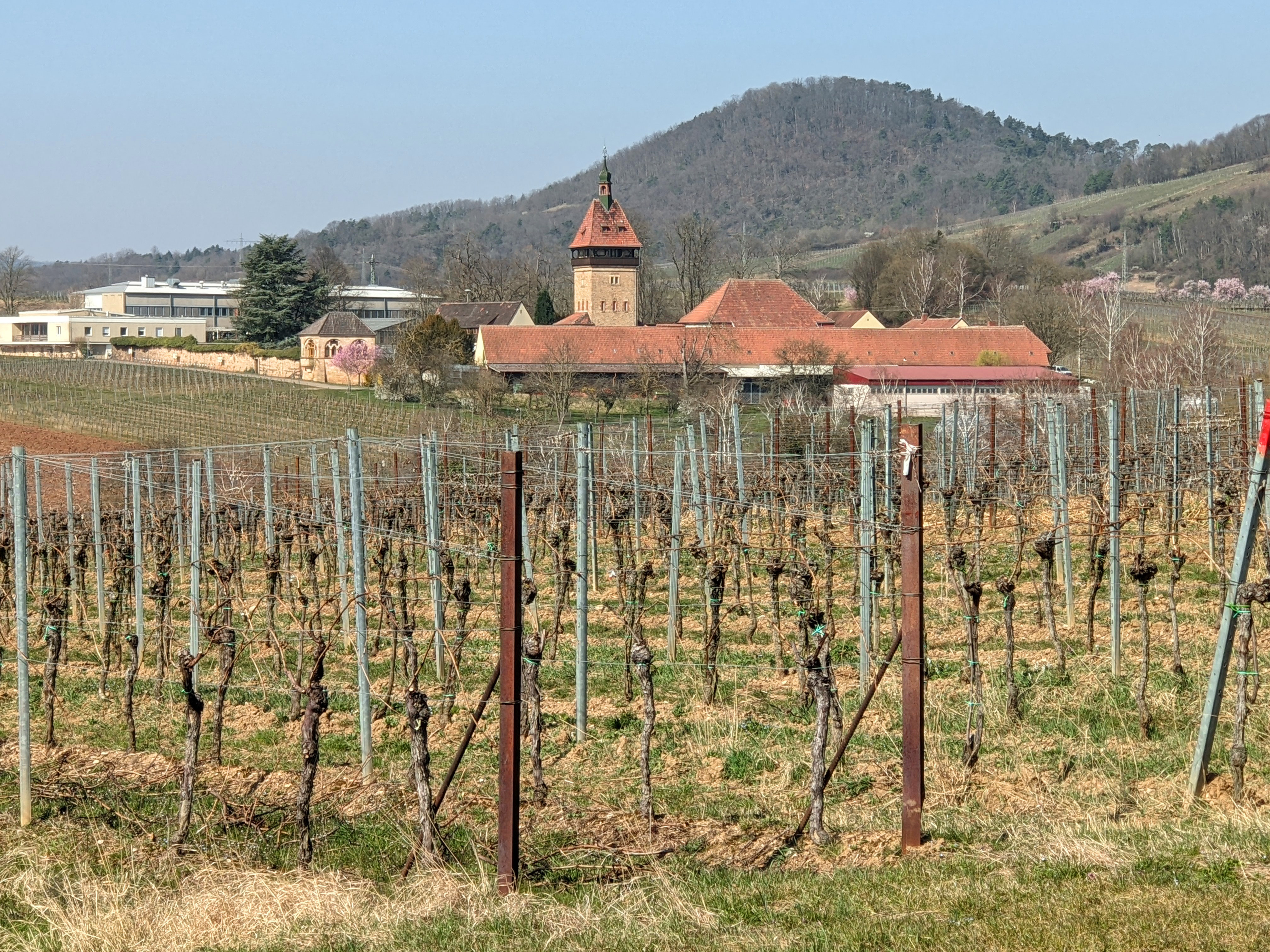